# 11432 Керховаен
11432 Керховаен (11432 Kerkhoven) — астероїд головного поясу, відкритий 29 вересня 1973 року.
Тіссеранів параметр щодо Юпітера — 3,198.